# 祖师庙镇
祖师庙镇，是中华人民共和国河南省信阳市固始县下辖的一个乡镇级行政单位。鄉名的「祖師廟」，是指本地有一「打鐵祖師廟」，一般認為是奉祀鐵匠的守護神太上老君。

## 行政区划
祖师庙乡下辖以下地区：
祖师庙社区、小店村、王行村、大冲村、松林村、刘楼村、羁马村、黄楼村、彭畈村、童圩村、仓房村、毛店村、万岗村、七冲村、三区村和杨楼村。